# Pont de Krk
Le Pont de Krk est un pont en arc mesurant 1430 m de longueur, il relie l'île croate de Krk à la Croatie et permet ainsi le passage de plus d'un million de véhicules par an. Il est le second plus long pont en arc en béton du monde et figure parmi les plus grandes arches jamais réalisées. Il fut inauguré le 19 juillet 1980 et portait initialement le nom Titov most (Le Pont de Tito) en mémoire du président yougoslave Josip Broz Tito.

## Construction
Ce pont a été conçu par Ilija Stojadinović en coopération avec Vukan Njagulj et Bojan Možina. Il fut construit par la compagnie serbe de construction Mostogradnja, mandataire du chantier et par Hidroelektra Niskogradnja d.d. entre 1976 et 1980, en utilisant la technique de construction par encorbellement avec haubanage provisoire. Il se compose de deux arches en béton armé reposant sur l'îlot de Sveti Marko entre Krk et le territoire continental. La plus grande des deux arches mesure 390 m, ce qui en faisait la plus grande jamais réalisée lors de sa construction, mais cette distinction fut surpassée en 1997 par le Pont de Wanxian en Chine. La seconde arche mesurant quant à elle 244 m.

## Trafic
Il permet aux 19 916 habitants de l'île de Krk (chiffre : 2021), ainsi qu'aux touristes, de rejoindre le continent et la route principale de la côte Adriatique, la Jadranska Magistrala. Il raccorde également la ville de Rijeka à l'aéroport du même nom, situé sur l'île.
Durant les vingt premières années de son existence, le pont a été franchi par 27 millions de véhicules, soit plus du double du trafic que permettait le bac auparavant. L'augmentation du nombre de véhicules incite cependant à penser à un nouvel ouvrage pour absorber ce flux de véhicules.

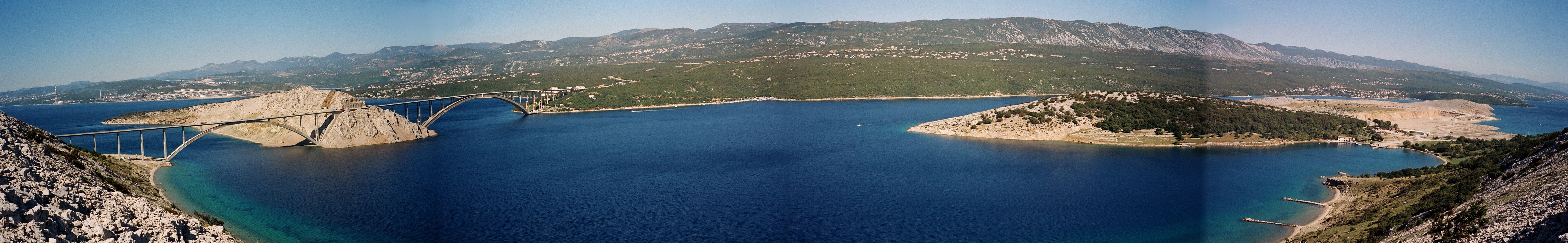
Panorama sur le Pont de Krk et ses environs, depuis l'île de Krk.

## Sources et références
- (en) Cet article est partiellement ou en totalité issu de l’article de Wikipédia en anglais intitulé « Krk Bridge » (voir la liste des auteurs).

1. ↑  Structurae